# Watashi ga Motete Dōsunda
Watashi ga Motete Dōsunda (私がモテてどうすんだ lit. ¿Que debería hacer?, soy popular?), conocida como Kiss Him, Not Me y Bésalo a él, no a mí en España, es una serie de manga de romance escrita e ilustrada por Junko. Fue publicada por la editorial Kōdansha desde 2013 en su revista Bessatsu Friend. Finalizó luego de llegar a los 11 volúmenes. Una adaptación a serie de anime se emitió entre el 6 de octubre y el 22 de diciembre de 2016. El manga ganó el premio a Mejor Manga Shōjo en la 40.ª edición de los Premio de Manga Kōdansha.

## Argumento
Kae Serinuma es una joven con sobrepeso que cursa su segundo año de preparatoria y secretamente es una fujoshi, quien tiene el hábito de emparejar en una relación romántica cada vez que ve a dos chicos llevándose bien. La muerte de su personaje de anime favorito hace que se estrese y pierda peso rápidamente, por lo que ahora se ha convertido en una chica atractiva para sus compañeros de clases, cuatro de los cuales la invitan a salir. Sin embargo, Kae no está interesada en citas, y en su lugar, preferiría verlos salir entre ellos.

## Personajes

### Principales
Kae Serinuma (芹沼 花依 Serinuma Kae?)
Seiyū: Yū Kobayashi
Es una fujoshi de segundo año de preparatoria, quien forma parte del club de historia. Siempre se emociona al ver dos chicos interactuar. Inicialmente tenía sobrepeso, pero perdió bastante peso al enterarse de que su personaje favorito de una serie anime había muerto; como resultado obtiene un físico atractivo. A pesar de ser objeto de atención de muchos chicos, ella aún disfruta sus hobbies como otaku, mostrándose insegura de como lidiar con la atención recibida por ellos.
Yūsuke Igarashi (五十嵐 祐輔 Igarashi Yūsuke?)
Seiyū: Yūki Ono
Uno de los compañeros de clase de Kae, forma parte del club de fútbol. Se caracteriza por ser del tipo chico guapo y es el más competitivo de los pretendientes. Era educado con Kae antes de perder peso, una vez ve su nueva apariencia, tiene más interés en ella. Pasando tiempo con su nueva amiga, la conoce de manera más personal y se da cuenta de lo admirable e interesante es, por ello se enamora de ella, al punto incluso de declarar que sin importar su apariencia física la seguiría amando.
Nozomu Nanashima (七島 希 Nanashima Nozomu?)
Seiyū: Keisuke Kōmoto
Uno de los compañeros de clase de Kae. Es del tipo "chico malo tsundere". Fue jugador de fútbol cuando era joven; tiene una hermana pequeña que quiere mucho. En un principio se siente atraído solo por el físico de Kae, pero con el paso del tiempo, se va dando cuenta de sus verdaderos sentimientos.
Hayato Shinomiya (四ノ宮 隼人 Shinomiya Hayato?)
Seiyū: Yoshitsugu Matsuoka
Estudiante de primer año; cuando Kae pierde peso, él se siente atraído por su belleza. Tiene una apariencia femenina y normalmente es un poco torpe con sus compañeros. Al igual que Igarashi y Nanashima, en un principio se sentía atraído por la belleza física de Kae, pero a medida que la historia avanza, se da cuenta de sus sentimientos reales.
Asuma Mutsumi (六見 遊馬 Mutsumi Asuma?)
Seiyū: Nobunaga Shimazaki
Estudiante de tercer año y presidente del club de historia, es uno de los amigos cercanos de Kae cuando aún no bajaba de peso. Es el más calmado y menos competitivo de los chicos, pero en ocasiones se muestra agresivo al ver alguien molestar a Kae. Su mente abierta le permite ignorar las excentricidades de su amiga otaku. A pesar de haber estado siempre junto a Kae, es el último en darse cuenta de sus sentimientos por ella, confesándole que probablemente la había amado desde hace mucho tiempo atrás. Descubre que la ama al pelear por ella junto a su hermano Kazuma en un juego de cartas. 
Shima Nishina (二科 志麻 Nishina Shima?)
Seiyū: Miyuki Sawashiro
Una estudiante de primer año con apariencia masculina, viene de una familia adinerada y es muy hábil en artes y deportes. Al igual que Kae, es una fujoshi, también tiene su propio círculo donde publica sus obras. Shima admira a Kae incluso antes de perder peso, terminan siendo muy buenas amigas.

### Secundarios
Amane Nakano (中野あまね Nakano Amane?)
Seiyū: Asami Shimoda
La mejor amiga de Kae, también es una fujoshi y otaku. Tiene un novio que no conoce sus aficiones.
Takurō Serinuma (芹沼 拓郎 Serinuma Takurou?)
Seiyū: Takahiro Mizushima
El hermano mayor de Kae, actúa de manera un poco molesta con su hermana pero se llevan bien. Siente miedo por Mutsumi.
Kazuma Mutsumi (六見 一馬 Mutsumi Kazuma?)
Seiyū: Yūichi Nakamura
Hermano mayor de Asuma; un profesor de prácticas y expresidente del Club de Historia. Se siente atraído por Kae, pero luego de pelear por ella junto a Mutsumi y perder frente a un juego de cartas, decide dejarla en paz.
Mitsuko Serinuma (芹沼 みつこ Serinuma Mitsuko?)
Seiyū: Yū Sugimoto
La madre de Kae. De joven, era igual de hermosa y atractiva que Kae delgada. 
Hideo Serinuma (芹沼 英男 Serinuma Hideo?)
El padre de Kae. Debido al trabajo, no vive junto a su familia, pero va de visita de vez en cuando. Cuando conoce a los amigos de Kae, de un principio no los acepta.

### Otros
Shion (シオン?)
Seiyū: Daisuke Namikawa
Shion es el personaje de anime favorito de Kae, de la serie Mirage Saga. Su muerte causó una gran depresión en ella que hizo que perdiera peso en una semana. Tiene una apariencia similar a su compañero Nozomu. Debido a su mente fantasiosa, Kae ve a Nanashima como Shion en varias ocasiones.
Tera (テラ Terra?)
Seiyū: Kenjirō Tsuda
Un personaje de Mirage Saga.
Señor (殿 Tono?)
Seiyū: Daisuke Ono
Un personaje del anime Kanchu Ranbu basado en un samurái ficticio llamado Hyakki Sametora.
Akane (朱?)
Seiyū: Shōta Aoi
Un personaje del anime Kanchu Ranbu, la armadura roja de Hyakki Sametora.

## Media

### Manga
Watashi ga Motete Dōsunda es una serie de manga escrita e ilustrada por Junko, publicada por la editoria Kodansha desde 2013 en la revista Bessatsu Friend. Ha sido compilado en 14 volúmenes tankōbon. (finalizado)

#### Lista de volúmenes
| Núm. | Fecha de publicación     | ISBN                   |
| ---- | ------------------------ | ---------------------- |
| 1    | 11 de octubre de 2013    | ISBN 978-4-06-341879-8 |
| 2    | 13 de febrero de 2014    | ISBN 978-4-06-341903-0 |
| 3    | 13 de junio de 2014      | ISBN 978-4-06-341919-1 |
| 4    | 12 de septiembre de 2014 | ISBN 978-4-06-341939-9 |
| 5    | 13 de enero de 2015      | ISBN 978-4-06-341960-3 |
| 6    | 16 de junio de 2015      | ISBN 978-4-06-341988-7 |
| 7    | 13 de octubre de 2015    | ISBN 978-4-06-392010-9 |
| 8    | 11 de marzo de 2016      | ISBN 978-4-06-392030-7 |
| 9    | 13 de julio de 2016      | ISBN 978-4-06-392050-5 |
| 10   | 13 de octubre de 2016    | ISBN 978-4-06-392081-9 |
| 11   | 14 de enero de 2017      | ISBN 978-4-06-392098-7 |

### Anime
Una adaptación a serie de anime fue anunciada en la edición de abril de 2016 de la revista Bessatsu Friend. El anime es producido por Brain's Base y dirigido por Hirosi Ishiodori. También cuenta con guion de Michiko Yokote y diseño de personajes de Kazuhiko Tamura. El tema de apertura es "Prince×Prince" interpretado por los actores de voz Yūki Ono (Yūsuke), Keisuke Kōmoto (Nozomu), Yoshitsugu Matsuoka (Hayato) y Nobunaga Shimazaki (Asuma) bajo el nombre de From4to7, mientras el tema de cierre es "Dokidoki no Kaze" (ドキドキの風) interpretado por Rie Murakawa.
En España, el anime está disponible en Filmin en versión original subtitulada bajo el nombre de Bésalo a él, no a mí.

#### Lista de episodios
| # | Título | Estreno                 |
| --- | --- | ----------------------- |
| 1 | «¿Ella puede hacerlo? Un juego Otome de la vida real» «Dekiru ka na? Riaru Otome gē» (できるかな？リアル乙女ゲー)     | 7 de octubre de 2016    |
| Kae Serinuma es una fujoshi con sobrepeso que le gusta emparejar chicos creando situaciones de género yaoi o amor entre chicos. Una noche, mientras miraba el anime Mirage Saga, su personaje favorito muere. Permanece encerrada en su habitación durante una semana en shock. Al salir de la depresión encuentra que ha perdido mucho peso e inmediatamente se vuelve el centro de atención de los chicos en la escuela debido a su belleza. Sus principales contendientes son Yūsuke Igarashi, Nozomu Nanashima, Hayato Shinomiya y Asuma Mutsumi, quienes la invitan a una cita y terminan asistiendo todos, al finalizar el día Kae revelea su afcición otaku y a pesar de eso los pretendientes la aceptan tal y como es.                                                   | |                         |
| 2 | «La extraña habitación y los cuatro chicos de secundaria» «Fushigina o Heya to 4-nin no DK» (不思議なお部屋と4人のDK) | 13 de octubre de 2016   |
| A Kae le ofrecen un lugar en el club de fútbol, descubre entonces que no es nada buena en el deporte. Entonces es cuando uno de los pretendientes, Nozomu, le ayuda a practicar; tras el arduo entrenamiento de Kae, termina usando una debilidad suya en ventaja durante un partido. En casa de Kae, durante una reunión de estudio el grupo es sorprendido por su hermano, quien intenta fallidamente revelar la afición otaku de su hermana. | |                         |
| 3 | «El cielo claro y azul del otoño, y Otome apasionado» «Ten Takaku Otome moe Yuru aki» (天高く乙女萌ゆる秋)            | 20 de octubre de 2016   |
| El festival escolar inicia, los chicos hacen un acuerdo para pasar cierto tiempo con ella a solas. Como resultado Kae termina ayudando a Nozomu con su cosplay, comiendo con Asuma, viendo una obra con Yūsuke y entra a la casa encantada con Hayato. De pronto Kae es molestada por un grupo de estudiantes, el grupo de pretendientes llega en su ayuda. | |                         |
| 4 | «Navidad en Tierra Santa» «Kurisumasu wa Imaimashī basho de» (クリスマスは、土地を呪っ)                               | 27 de octubre de 2016   |
| En la época de la llegada de Navidad, los chicos terminan asistiendo con Kae al Comiket, sin antes saber de lo duro del evento. El grupo de pretendientes sale al lugar a comprar artículosm mientras Kae es molestada por un fotógrafo, entonces es rescatada por una persona haciendo cosplay de mayordomo. De regreso en la escuela, Kae descubre que la persona que le ayudó en la Comiket es una estudiante de primer año llamada Shima Nishina. Haciéndose amigas, Kae y el grupo visitan la casa de Nishina para pasar el rato. | |                         |
| 5 | «¡De nuevo a mi yo original!» «Moto ni Modotte Dōsundesu» (元に戻ってどうすんです)                                    | 3 de noviembre de 2016  |
| En San Valentín, un evento es anunciado a los fanes del anime Mirage Saga: hacer un chocolate de regalo a los personajes de la serie. Kae trata de hacer una escultura de chocolate en 3D, envía una escultura extraña pero aun así recibe un premio especial. El resto del día, Kae pasa el tiempo comiendo los restos de chocolate de su escultura, lo que provoca que vuelva a engordar. En la escuela, el grupo de chicos inicia una serie de entrenamientos para recuperar la figura atractiva de Kae, aunque Yūsuke descubre que estima mucho a Kae sin importar su apariencia. La chica termina recuperando el peso gracias a un sistema de recompensa donde los chicos hacen fanservice entre ellos.                                                                      | |                         |
| 6 | «¡Que comiencen las guerras de parejas!» «Kappuringu Sensō Boppatsu!» (カップリング戦争勃発！)                        | 10 de noviembre de 2016 |
| La nueva obsesión de Kae es un anime llamado Kanchi Ranbu, ella y Shima tienen una discusión sobre la pareja principal de la serie. El grupo de chicos intentan hacerlas de nuevo amigas, entonces Shima reta a Kae a escribir una fanfic para determinar cual pareja es mejor. Shima gana pero no se siente bien con su victoria, entonces pide una disculpa y ambas terminan declarando que la pareja es "reversible". | |                         |
| 7 | «En un viaje a la Tierra Sagrada de Kachu Rabu» «Seichi Junrei Kachi Yurabuno Tabi» (聖地巡礼かちゅ☆らぶの旅)         | 17 de noviembre de 2016 |
| El grupo de Kae siste a la ceremonia de la muerte del samurái usado como referencia del personaje de Kanchu Ranbu. Reservan un pequeño lugar y asistenn tanto a la ceremonia, miran el museo y visitan la tumba. Deciden entonces tomar varios botes para viajar a una isla cercana, donde llace la cabeza del samurái. Tras sufrir un accidente que causa un naufragio, el grupo se divide en dos. Asuma está con Kae, quien tiene fiebre; entonces ocurren hechos fantásticos que al final fueron descartados al darse cuenta de que consumieron hongos alucinógenos durante la comida. | |                         |
| 8 | «Estoy en desventaja» «Ore wa Adobantēji Mainasu!» (俺はアドバンテージ・マイナス！)                                   | 24 de noviembre de 2016 |
| Nozomu se muestra preocupado por el progreso que sus compañeros están teniendo. Kae revela que tiene un trabajo a tiempo parcial en un parque de atracciones, formando parte de un show de Puri Puri Moon. Al final todos los chicos terminan teniendo un papel en el evento: Nozomu y Kae obtienen un puesto en el show principal. Nozomu cae enfermo, entonces Kae le hace una visista a su casa, donde el chico alucinando intenta besarla. Durante el evento un trío de personas molesta a los bailarines, entonces Nozomu y el resto crean una improvisación que resulta ser un éxito en el show. | |                         |
| 9 | «¡La playa! ¡Trajes de baño! ¡Hora de enseriarse!» «Umi da Mizugi da Honki dasu!» (海だ水着だ本気出す!)               | 1 de diciembre de 2016  |
| En un viaje a la playa, Hayato intenta impresionar a Kae. Después de varios intentos fallidos, el joven se deprime y escapa al bosque, haciendo que el resto salga a buscarlo. Kae y Hayato terminan solos en unas ruinas de un hotel y son sorprendidos por delincuentes que antes habían intentado molestar a las chicas. Hayato termina salvando a su amiga y el resto de los chicos se libran de los delincuentes. | |                         |
| 10 | «Hermanos, invadan» «Ani, Shūrai» (兄, 襲来)                                                                          | 8 de diciembre de 2016  |
| El grupo parte a una búsqueda del tesoro cerca del Monte Fuji a causa de un mapa encontrado el Club de Historia. El resto de los chicos cuestiona a Asuma sobre su poco interés amoroso en Kae. Dentro de la cueva Kae y Asuma se separan del grupo por accidente, ahí el joven descubre que tiene ciertos sentimientos por su amiga. En la escuela, el grupo descubre que el mapa fue obra del antiguo presidente del Club de Historia: el hermano mayor de Asuma. El hermano mayor entonces asiste a la escuela como profesor temporal y se muestra muy simpático con los alumnos. Kasuma invita a comer a su alumna Kae, entonces conoce más de ella; el profesor intenta coquetear con la chica pero es detenido por Asuma, quien se justifica diciendo que ella es su novia. | |                         |
| 11 | «Ataquen el castillo» «Iza Shutsudō!! Shiro Gādo!» (いざ出動!! 城ガード!)                                             | 15 de diciembre de 2016 |
| El hermano mayor de Asuma busca el amor de Kae, la declaración es tomada a manera de broma, pero sus intenciones son reales; esto causa que sus amigos busquen una solución para detenerlo. Uno por uno intentan convencer al joven profesor pero no lo logran, terminan atemorizados o humillados. Entonces Asuma reta a su hermano a un juego de cartas de historia de Japón, ya que en su niñez eran fanáticos de los castillos japoneses. El presidente del club de historia gana la batalla y su hermano desiste de pretender a Kae. Asuma decide confesarle sus sentimientos a Kae. | |                         |
| 12 | «¿Qué debería hacer?, Soy popular» «Watashi ga Motete Dōsunda» (私がモテてどうするんだ)                               | 22 de diciembre de 2016 |
| Luego de que Asuma ganara la batalla, intenta confesarle sus sentimientos a Serinuma, pero los demás intentan a toda costa detenerlo. Cuando ya no pueden evitarlo, pues la astucia de Asuma les gana, Mutsumi les da un ultimátum; que juntos le declaren su amor a Kae o él lo hará solo. Finalmente los cinco pretendientes deciden declararse, y Serinuma no sabe que responder, por lo que decide salir a una cita con cada uno de ellos. Terminando sus citas sumamente confundida, Kae debe decidir con quien quedarse. El día de la decisión final llega y los chicos se juntan en la azotea de la escuela para escuchar la toma final. Para su sorpresa, Kae dice que solo está enamorada de una persona: Shion de Mirage Saga.                                          | |                         |